# Сяньби
Сяньби́ или сяньбэ́й (сяньбийцы; монг. Сүмбэ, Сяньби, в китайской транскрипции — «Сяньбэй», кит. трад. 鮮卑, упр. 鲜卑, пиньинь Xiānbēi) — древнемонгольские племена кочевников, жили на территории Внутренней Монголии. Выделились из союза дунху в III веке до н. э. Участвовали в этногенезе монголов.
Настоящее самоназвание не известно. Искажённый в китайской транскрипции этноним «сяньби» — условность. Поль Пеллио транскрибировал китайское произношение этнического термина «Sien-pei» как «Sirbi», «Sirvi», «Sarbi». Омельян Прицак считал, что от имени сяньби (Hsien-pi/Säbirs/Sabart-oi) произошло название Сибири.
В 93 году коалиция Китая, сяньби, динлинов и чешисцев (жителей оазиса Турфан) разбили хуннов в битве при Их-Баяне (Ikh Bayan кит. трад. 稽落山之戰, упр. 稽落山之战, пиньинь jìluòshān zhī zhàn, палл. цзилошань чжи чжань), а в 155 году сяньбийский вождь Таньшихуай разгромил хуннов, что привело к расколу хуннского этноса на четыре ветви, из которых одна подчинилась  сяньбийцам и начала принимать их название; другая — мигрировала в Китай, третья осталась в горных лесах и ущельях Тарбагатая и бассейна Чёрного Иртыша; четвёртая (гунны) с боями отступила на запад и к 158 году достигла Волги и нижнего Дона. Об их прибытии сообщил античный географ Дионисий Периегет.

## Происхождение
По мнению большинства учёных, сяньбийцы говорили на древнемонгольском языке.
В. С. Таскин относил сяньби к числу монголоязычных племён группы дунху. В составе дунху им выделены следующие основные племена: ухуань, сяньби, цифу, туфа, шивэй, кумоси, кидань, туюйхунь и жуаньжуань.
Как пишет В. С. Таскин, уже в конце II в. на территории современной Монголии насчитывалось более 50 отдельных сяньбийских кочевий. К этим кочевьям относились ухуань, сяньби, цифу, туфа, шивэй, кумоси, кидань, туюйхунь, жуаньжуань, мужун, тоба.
Потомки сяньбийцев делились на две группы. В северную группу из общей массы сяньби выделились тоба, шивэй, дидэуюй, дамолоу, улохэу, а к южномонгольским племенам относились муюн, дуань, юйвынь, кидани.
Известный тюрколог С. Г. Кляшторный считал сяньби конгломератом тюркоязычных и монголоязычных племён.

## История
В начале II века до н. э. хуннский царь Модэ разгромил сяньбийцев и они откочевали на восток к Ляодуну. Там они жили по соседству с народом ухуань и не имели границы с Китаем. Союз племен сяньби возглавлял правитель дажэнь, но единства среди них не было. В 45 году сяньбийцы совместно с хуннами грабили Ляодун. Правитель области Цзи Юн выступил против них и разбил.
Реальную силу сяньби обрели в середине II века, когда их объединил вождь Таньшихуай. Став старейшиной, Таньшихуай построил себе дворец у горы Даньхань при реке Чжочеу. Этот дворец стал его ставкой, куда к нему приезжали сяньбийские вожди. Он разбил динлинов, Пуё, Усунь. Его держава простиралась на 7 000 км. В 156 году с 3000—4000 воинов он напал на Юньчжун. В 158 году организовал набег. Зимой Чжан Хуань с хуннами убил 200 сяньбийцев. В 159 году разграблен Яньмэнь, в 163 году Ляодун, в 166 году одновременно 9 набегов по всей северной границе. Император послал Таньшихуаю предложение принять титул Ван и взять принцессу в жёны, Таньшихуай ответил набегами. Свои земли Таньшихуай разделил на 3 аймака (восток, центр, запад), в каждый назначил старейшину. В 168 году Ючжоу, Бинчжоу и Лянчжоу были разграблены. В 174 году в Бэйди Ся Юй и Сючжотугэ разбили сяньбийцев, Юй назначен ухуаньским приставом. В 176 году набег на Ючжоу. В 177 году три набега. Ся Юй предлагал перенести войну в сяньбийские степи, но Император отказал.
Империи Хань за свою 400-летнюю историю приходилось сражаться на 3 фронтах: на севере с хунну, на западе с тибетскими племенами и на юге с манями (собирательное название для южан не-ханьцев). Как только империя добилась победы над хуннами, сяньбийцы прорывают северную границу. Тянь Янь, пристав тангутов, был лишён чинов, решив загладить вину, он обратился к придворному Ван Фу, который попросил Хань Лин-ди назначить его приставом сяньбийцев. Был созван военный совет на котором решалось: какую проводить политику на севере. Советник Цянь Юн подал доклад в котором говорилось о нецелесообразности степной войны с сяньбийцами, предпочтительнее было создать систему активной обороны (с сигнальными огнями и лёгкой конницей) по всей северной границе. Император отверг предложение и в сентябре 177 года Ся Юй из Гаолю, Тянь Янь из Юньчжуе, хуннуский пристав Цан Минь с южным шаньюем из Яньмэня, каждый с 10 000 конницы, были брошены против сяньбийцев. Ся Юя Таньшихуай разбил сразу. Остальным воинам Таньшихуай приказал встречать китайцев лобовыми ударами. 2/3 китайской армии было уничтожено Таньшихуаем. Генералов разжаловали. В 179 году разграблен Ляоси, в 178 году Цзюцзюань.
Таньшихуай умер в возрасте 40 лет (в 181 году) и его государство распалось к 235 году. Сначала правил сын Таньшихуая Хэлянь, который во время набега был застрелен китайцем из самострела. После этого его сын Цяньмань сражался за престол с Куйту, потом правил Будугэнь. Дальнейшая история сяньбийцев почти неизвестна.
Непосредственными наследниками первой сяньбийской державы были государства, созданные племенами мужунов и табгачей. Также сяньбийским считается государство Тогон, созданное мужунами в 312 году.
В I—III веках сяньбийцы кочевали от Иртыша до Хингана.

### Разделение Сяньби
Основные статьи: Мужун, Табгачи, Тогон (государство).

### Хронология
- В 49 году сяньби впервые прислали послов в Китай, старейшина Бяньхэ пообещал воевать за Китай против хунну. Он напал на хунну и убил 2 000 человек. Сяньбийцам платили награду за каждую голову северного хунна.
- В 54 году старейшины Юйчоупэнь и Маньту явились к императору с просьбой принять их в подданство. Император дал им титулы ван и гоу.
- В 58 году Цзи Юн заплатил Баньхэ за нападение на ухуаня Иньчжибэня, который донимал границе набегами. Иньчжибэня убили и множество сяньбийцев стало съезжаться в Ляодун за наградой. В Цинчжоу и Сюйчжоу им платили 270 000 000 чохов[a].
- До 93 года сяньбийцы спокойно охраняли границу.
- В 93 году сяньби стали занимать земли хуннов. 100 000 семейств хунну сменили название на сяньби.
- В 97 году Фэйжусянь в Ляодуне был атакован сяньбийцами, правитель Цзи Сэнь был смещён за бездействие. В 101 году напали на Юбэйпин, в Юйяне были разбиты.
- В 110 году старейшина Яньчжиян явился к императорскому двору и получил княжескую печать, колесницу с тремя лошадьми. Ему приказали жить подле пристава ухуаней в Нинчэне, ведать торгом с сяньбийцами и содержать заложников от 120 знатных сяньбийских родов.
- В 115 году напали на Улюйсянь в Ляодуне, но не добились успеха, поскольку китайская армия действовала активно.
- В 117 году старейшина Ляньсю разграбил Ляоси, ухуани разбили его, убив 1300 человек.
- В 118 году 10 000 сяньбийцев напали на Дайцзюнь и другие города. Ущерб был огромен и ханьское правительство перебросило войска на север в Шаньгу. Зимой сяньби напали на Цзюйюнгуань, но быстро отступили. Китайцы перебросили на границу ещё 20 000 воинов.
- В 119 году при набеге на Ма-чэн-сай сяньби были разгромлены хуннским приставом Дэн Цзунем с 3000 стрелков и союзными хуннами.
- В 120 году старейшины Улунь и Цичжицзянь покорились Дэн Цзуню.
- В 121 году Цичжицзянь, несмотря на полученные титулы и дары, восстал и напал на Цзюйюн. Чэнь Янь, правитель Юньчжуна, был разбит, ухуаньский пристав Сюй Чан был окружён. Хуннуский пристав Гэн Куй и Пан Сэнь (правитель области Ючжеу), для освобождения Чана, вышли с войском из Гуанъян, Лиян и Чжоцзюнь, и разделясь на две колонны и ночью прогнали сяньбийцев. Это не слишком помогло в войне: несколько десятков тысяч сяньбийцев нападали на границе то в одном, то в другом месте.
- В 122 году сяньби напали на Яньмэнь и Динсян, Тайюань.
- В 123 году Цичжицзянь с 10 000 воинов напал на Дунлин и вступил в столкновение с южными хунну. 1000 воинов хуннского юцзяньжичжо было убито.
- В 124 году напали на Гаолю, хуннский цзицзянь князь был убит.
- В 126 году Цичжицзянь напал на Дайцзюнь, правитель Ли Чао был убит.
- В 127 году пристав хунну Чжан Го отправил 10 000 воинов для набега на сяньбийцев. Сяньби отступили, но потеряли 2000 телег с имуществом. 6000 сяньби напало на Ляодун, пристав ухуаней Гэн Е с союзными сяньби напал на врагов, убил из несколько сот и вернул почти всё награбленное.
- В 128—129 годах 30 000 семейств сяньби вступило в китайское подданство в Ляодуне. Набеги не прекращались, пока в 130 сяньбийцы были разбиты несколькими тысячами хуннов. Зимой ухуани убили ещё 800 сяньбийцев, ухуань Фусогуань за храбрость получил княжеский титул. Юн Чжусоу и князя Хоудогуя вновь напали на кочевья сяньби и были награждены титулами и шёлком. Сяньби ответили набегами и Гэн Е сражался с ними в поле.
- В 133 году хуннский пристав Чжа Чжоу отправил Фучжуна и Гудухоу с хуннами против сяньби. Сяньби потерпели поражение, Фучжун был награждён золотой печатью. Осенью сяньби напали на Мачен, дайгюньский правитель безуспешно сражался с ними. Цичжицзянь умер и сяньбийские набеги стали редки.

## Быт
Сяньбийцы были кочевниками, которые пасли скот в степи и жили в юртах и палатках. В случае, если у сяньбийца погибал скот или его грабили, то каждый сосед обязан был дать ему овцу. Конокрадство наказывалось смертной казнью, другими наказаниями были штраф и побивание палками.
Административно-территориальное устройство было военизированным: во главе округов стояли сотники, тысячники. Налогов не было, при необходимости требуемые средства собирали с богачей.
Из вооружения пользовались луками (укреплённые роговыми пластинами), палашами, щитами и панцирями.
Брачные обычаи были такими же, как у хунну, но перед браком мужчины бреют голову. Браки праздновали в апреле у реки Жаолэ (Шарамурень).

## Правители
- Тяньшихуай (155—181)
- Холян (181—?)
- Цяньмань (Кэньмань; ?—235)

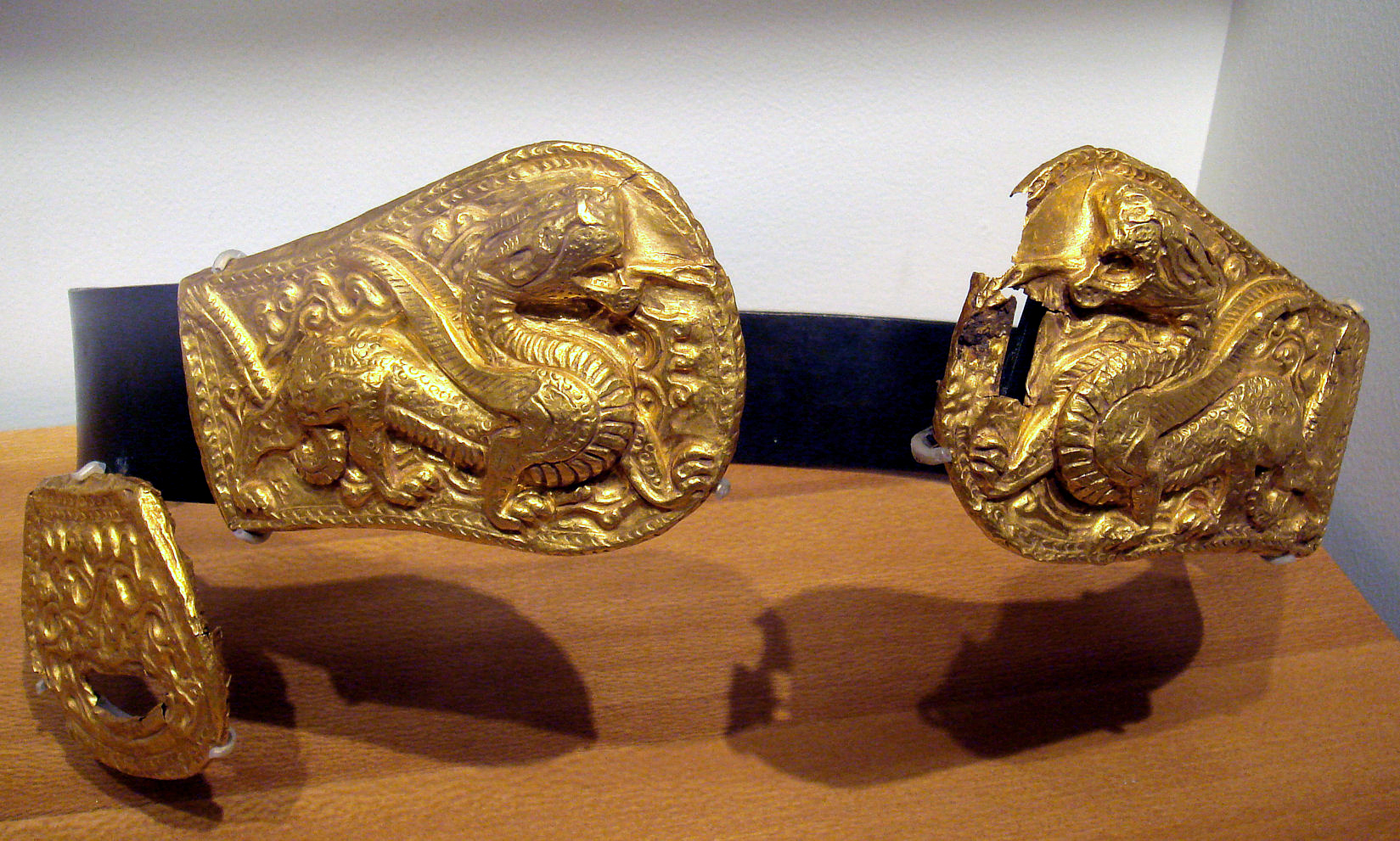
Пряжки сяньбийского пояса. III—IV вв. н. э.

При малолетнем Цяньмане регентом был назначен его дядя Куйту. Когда Цяньмань вырос, между ним и Куйту произошла ссора, и государство разделилось на два удела. После смерти Куйту власть перешла к его брату Бутыгыню (кит. 步度根), который поддерживал Цао Цао в эпоху Троецарствия.

## Язык
Конкретные и достоверные данные о фонологической и синтаксической структуре сяньбийского языка, о составе и характере морфологических категорий отсутствуют. В структуре сяньбийского слова чётко различаются корневые и аффиксальные морфемы, что позволяет сделать вывод об агглютинирующем типе языка, свидетельствующем о его алтайском происхождении. В лексическом отношении он близок среднемонгольскому, о чём свидетельствуют материальные и семантические совпадения. Основным способом словообразования выступает аффиксация. Это доказывается на примерах сопоставления фактов среднемонгольского языка и сяньбийского языка.
Судя по упоминаниям китайских библиографических текстов, на сяньбийском языке после завоевания Северного Китая была создана довольно богатая литература, позднее полностью утраченная.

## Потомки
Сяньби считаются одними из предков монголов:

Краниологические материалы однозначно указывают на участие сяньби в этногенезе монгольских народов. Шивейское население аргунской степи наверняка имело сяньбийские корни. Средневековые монголы вышли из шивейского этнического пространства.— Бураев А. И. Кто такие сяньби? // VI Конгресс этнографов и антропологов России. Санкт-Петербург. 28 июня — 2 июля 2005 г. — СПб., 2005. — С. 369.
Генетическое исследование, опубликованное в Американском журнале физической антропологии в августе 2018 года, обнаружило отцовскую гаплогруппу C2b1a1b у сяньби и жужаней. Эта линия также была обнаружена среди дунху. Авторы исследования предположили, что гаплогруппа C2b1a1b была доминирующей линией среди дунху, и что жужани произошли по отцовской линии от сяньби и дунху. Гаплогруппа C2b1a1b имеет высокую частоту среди современных монголов.

### Комментарии
1. ↑  Около 10 тонн серебра. Вероятно в летописи ошибка